# Notoxus arenarius
Notoxus arenarius is een keversoort uit de familie snoerhalskevers (Anthicidae). De wetenschappelijke naam van de soort is voor het eerst geldig gepubliceerd in 1988 door van Hille.